# Lepa Mlađenović

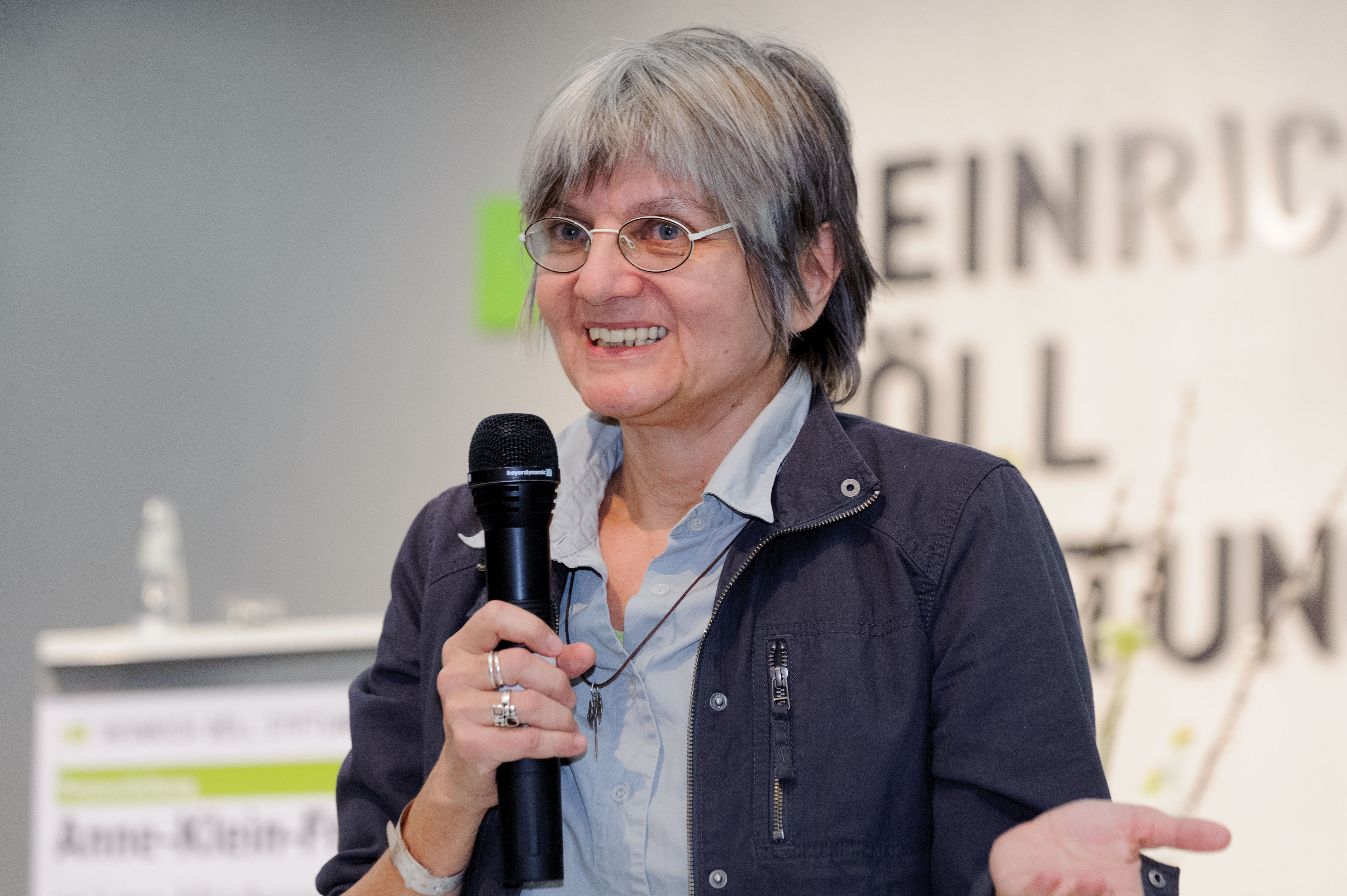
Lepa Mlađenović, 2013

Lepa Mlađenović (serbisch-kyrillisch Лепа Млађеновић; * 1954 in Belgrad) ist eine feministische, lesbische und kriegsfeindliche Aktivistin, die als eine der Pionierinnen der zweiten feministischen Bewegung in Serbien bekannt ist. Sie ist feministische Beraterin für weibliche Überlebende männlicher Gewalt oder Lesbophobie, Moderatorin von Workshops, Autorin, Dozentin und aktives Mitglied mehrerer internationaler Gremien und Netzwerke zu lesbischen Rechten und Gewalt gegen Frauen. Mlađenović gilt als Symbol des Frauenaktivismus im ehemaligen Jugoslawien.

## Leben
Mlađenović wurde in Belgrad, Jugoslawien, geboren, verbrachte ihre Sommerferien in Sarajevo und an der Adria und lebt seit 2017 in Belgrad.

## Menschenrechte-Arbeit

### Alternativen zum Patriarchat
Mlađenović absolvierte 1980 das Institut für Psychologie an der Universität Belgrad, Philosophische Fakultät. Während ihres Studiums setzte sie sich gegen ein starres Bildungssystem durch, indem sie Protestbriefe an Professoren schrieb und die konservativen Regeln kritisierte, die die Studenten nicht befähigen. Die erste soziale Bewegung, an der sie aktiv teilnahm, ist das Netzwerk für Alternativen zur Psychiatrie, dessen Ziel es war, die Psychiatrie zu desinstitutionalisieren und als Institution der Gewalt und Ausgrenzung zu betrachten. 1983 initiierte und organisierte Mlađenović die Internationale Begegnung "Psychiatrie und Gesellschaft", eine dreitägige Konferenz im Studentenkulturzentrum in Belgrad. Danach meldete sie sich freiwillig in den Mental Health Centers in Triest und schrieb über die Demokratische Psychiatrie in Italien, sowie in den Community-Therapiezentren der Arbours Association in London, die aus der Anti-Psychiatrie-Bewegung hervorgegangen sind.

### Feminismus und Anti-Kriegsaktivismus
Mlađenovićs feministischer Aktivismus begann 1978, als sie an der ersten internationalen Frauenkonferenz "DRUG-ca Žena" / "Comrade Women" teilnahm, die von jugoslawischen Feministinnen im Studentenkulturzentrum in Belgrad organisiert wurde. Diese Konferenz war ein Wendepunkt für die feministische und zivile Gesellschaft im ehemaligen Jugoslawien. 1982 war Mlađenović einer der Mitorganisatoren der feministischen Gruppe "Frauen und Gesellschaft" in Belgrad. 1986 organisierte Mlađenović als Teil von "Frauen und Gesellschaft" eine feministische Gruppe, die auf einem Selbstwahrnehmungsmodell basierte.
Mlađenović nahm 1987 am ersten jugoslawischen feministischen Treffen in Ljubljana teil, das von der feministischen Gruppe LILIT und der lesbischen Gruppe LILIT LL aus Slowenien organisiert wurde. Das Treffen ermutigte die Schwesternschaft zum Austausch, zur Unterstützung des Frauenaktivismus, zum Organisieren von Diskussionen über Gewalt gegen Frauen, die reproduktive Gesundheit von Frauen zu beachten, Kunst und Kultur von Frauen und die ersten Initiativen für die Organisation von Lesben zum Ziel zu machen. Gemeinsam mit anderen feministischen Aktivistinnen aus der Gruppe "Frauen und Gesellschaft" gründete Mlađenović 1990 die SOS-Hotline für Frauen und Kinder, die Opfer von Gewalt in Belgrad waren, wo sie als Koordinatorin und Beraterin für weibliche Überlebende männlicher Gewalt tätig war. Später arbeitete sie auch mit Frauen, die Opfer von Kriegen wurden.
1991 schloss sich Mlađenović Staša Zajović und mehreren anderen Frauen an, die Feministinnen und Antikriegsaktivistinnen waren, als sie Women in Black gründeten. Women in Black, als antikriegsorientierte und feministische Organisation in Belgrad, begann mit wöchentlichen Mahnwachen gegen das serbische Regime und wurde später Teil des weltweiten Netzwerks von Women in Black. Das erste Treffen der Frauen in Schwarz von Belgrad fand am 9. Oktober 1991 statt.
Von 1992 bis 2012 arbeitete Mlađenović als Pädagogin und Beraterin mit Frauen, die Opfer männlicher Gewalt in Bosnien und Herzegowina, Kroatien und Ungarn wurden. 1993 gründeten Mlađenović und andere feministische Freiwillige der SOS-Hotline das Autonomni Ženski Centar AŽC (Autonomous Women's Center). Mlađenović war dort bis 2011 als psychologischer Berater und Koordinator des Beratungsteams tätig. Mlađenović nahm von 2000 bis heute an Hunderten von Workshops für Frauen und Selbsthilfegruppen für Frauen teil, die Opfer männlicher Gewalt wurden. Sie ist auch Moderatorin von Erfahrungsworkshops zur emotionalen Alphabetisierung von Aktivisten und insbesondere Lesben auf dem Balkan. Sie arbeitet auch in Italien mit der NGO DiRe, Donne in Rete contro la violenza zusammen und veröffentlichte einen Artikel über feministische Beratung bei sexueller Gewalt, der in mehreren ihrer Trainings verwendet wurde.

### Lesbischen Aktivismus
Mlađenović war eine der beiden Teilnehmerinnen aus Jugoslawien an der ILIS International Lesbian Information Service Conference, die 1986 in Genf stattfand, zusammen mit Suzana Tratnik. 1990 initiierten Mlađenović und andere Aktivisten die erste schwul-lesbische Organisation Arkadia – die lesbisch-schwule Lobby in Belgrad, die bis 1997 bestand. Mlađenović ist die erste Lesbe in Serbien, die 1994 während einer öffentlich-rechtlichen Fernsehsendung erschienen war. Sie diskutierte schwul-lesbische Themen und vertrat die schwul-lesbische Gruppe Arkadia. 1995 gründeten Mlađenović und mehrere andere lesbische Aktivistinnen, die in Arkadien zusammengearbeitet hatten, die erste lesbische Organisation Labris. Im Jahr 2001 beschrieb Mlađenović die Erfahrungen mit dieser Arbeit:

„I would write a solidarity letter with a package to an unknown woman in Sarajevo, knowing she is under the siege and bullets daily, and worry would she be embarrassed one day when she sees a lesbian in front of her door who wrote her letters? Why was it always so difficult to say that certain humanitarian aid came from lesbians?“

Als Teil von Labris war Mlađenović eine der Organisatorinnen und Teilnehmerinnen der ersten Lesbenwoche 1997 in Slowenien, die von der feministischen lesbischen Gruppe Kasandra aus Slowenien organisiert wurde. Insgesamt nahmen 45 Personen aus Novi Sad, Maribor, Skopje, Belgrad, Zagreb, Pristina, Split und Ljubljana teil. Diese Veranstaltung war ein Wendepunkt und der Beginn einer weiteren regionalen feministischen Zusammenarbeit. Die Lesbenwoche versammelte lesbische Aktivistinnen und lesbische Frauen zu gemeinsamen Themen, die für die lesbische Existenz wichtig sind. Die zweite Lesbenwoche fand 2000 in Sombor, Vojvodina, statt, organisiert von Labris. Die dritte Lesbenwoche fand 2004 in Novi Sad statt, ebenfalls organisiert von Labris, und die vierte Lesbenwoche fand 2011 statt.
Mlađenović war 2001 einer der Mitorganisatoren von Belgrad Pride.
Im Jahr 2012 gründete Mlađenović zusammen mit mehreren anderen lesbischen Beraterinnen die Counseling SOS-Linie für Lesben, wo sie seit 2017 immer noch als Workshop-Moderatorin und psychologische Beraterin tätig ist.

## Auszeichnungen und Anerkennungen

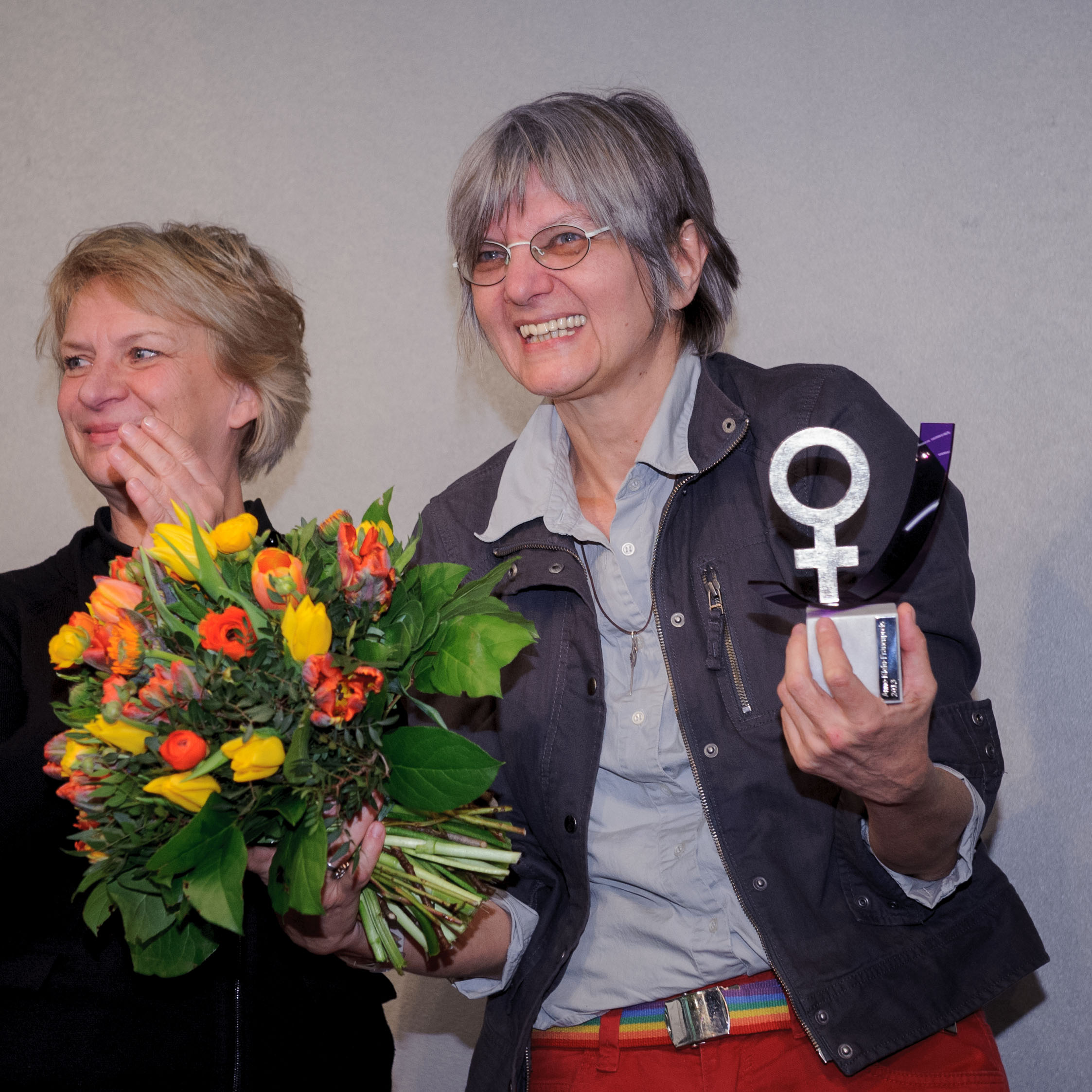
Lepa Mlađenović mit dem Anne-Klein-Frauenpreis

Mlađenović ist eine internationale Preisträgerin von Felipa de Souza für ihren Beitrag zum LGBT-Menschenrechtsaktivismus 1994, der von OutRight Action International verliehen wurde. Sie erhielt die Auszeichnung 1994 auf einer Pride Celebration in New York. Bei der Preisverleihung sagte sie: "Der Ort, aus dem ich komme, ist nicht die Nation, in der ich geboren wurde, sondern ein verlorenes lesbisches Land, das ich nie hatte – aber ich werde es schaffen, es irgendwie zu schaffen."
Im Jahr 2011 ehrte die Novi Sad Lesbian Organisation (NLO) Mlađenović mit der Eröffnung eines lesbischen, feministischen, radikalen, antifaschistischen Lesesaals, der nach ihr benannt ist.
Im Jahr 2013 erhielt Mlađenović den von der Heinrich-Böll-Stiftung verliehenen Anne-Klein-Frauenpreis. Die Preisverleihung fand in Berlin statt und Mlađenović brachte 22 lesbische Aktivistinnen aus der Region mit, die an der Preisverleihung teilnahmen und einen lesbischen Studienbesuch organisierten.

## Arbeiten und Publikationen
Von 1992 bis 2012 war Mlađenović aktives Mitglied und Dozentin am Zentrum für Frauenforschung in Belgrad. Sie ist Autorin mehrerer Aufsätze über Kriegsvergewaltigung, Gewalt gegen Frauen, lesbische Rechte, Lesben im Krieg, Feminismus, den feministischen Ansatz der Übergangsjustiz, Frauensolidarität und emotionale Kompetenz.
In ihrem kurzen Manifest "Politics of Women's Solidarity" sagt sie:

„Women’s solidarity is a beginning of defascisation of each of us. Because we choose understanding and not accusation, we choose empathy and not hate. We choose to be responsible for our acts, emotions and thoughts, instead of taking a role of a victim. Women’s solidarity is a politics of anti-fascism. Because we choose to care about the Other, the different then me. When we watch children with eyes of solidarity then our children are not necessarily better nor more beautiful then those of others.“